# Jüdischer Friedhof (Podu Iloaiei)

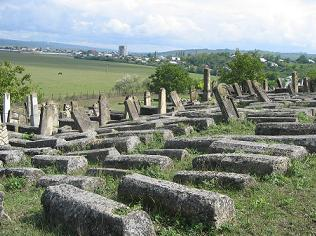
Der jüdische Friedhof in Podu Iloaiei (2007)

Der Jüdische Friedhof Podu Iloaiei ist ein Friedhof in Podu Iloaiei, einer Kleinstadt im Kreis Iași in der Westmoldau in Rumänien. Die ältesten Grabsteine des jüdischen Friedhofs stammen von 1829.